# Eoin Colfer
Eoin Colfer ([ˈoʊᵻn]; Wexford, 14 maggio 1965) è uno scrittore irlandese.

## Biografia
È stato insegnante per quindici anni e ha vissuto in vari paesi (Tunisia, Italia e Arabia Saudita). Dopo anni passati all'estero è tornato a stabilirsi nella sua città natale. Ha iniziato a scrivere fin da ragazzo, preparando la trama di alcune commedie (costringendo i compagni a recitarle); il primo successo è arrivato con Benny e Omar, ma ha acquisito una certa notorietà solo dopo la pubblicazione della serie di libri Artemis Fowl. La casa di produzione Walt Disney Pictures ha realizzato un film tratto dalla serie, con il titolo Artemis Fowl e che racconta la storia di Artemis Fowl e Artemis Fowl: L'incidente artico,
Nel 2004 vince il Premio Cento con La lista dei desideri.
Nel settembre del 2008 gli è stato dato l'incarico di scrivere il sesto volume della serie della Guida galattica per gli autostoppisti, ideata dallo scomparso Douglas Adams. E un'altra cosa... è stato dato alle stampe nell'ottobre del 2009 in coincidenza con il trentesimo anniversario dalla prima edizione della Guida.

## Opere

### Artemis Fowl
1. Artemis Fowl, 2001 (Artemis Fowl, 2001)
2. Artemis Fowl - L'incidente artico, 2002 (Artemis Fowl and The Arctic Incident, 2002)
3. Artemis Fowl - Il codice Eternity, 2003 (Artemis Fowl and The Eternity Code, 2003)
4. Artemis Fowl - L'inganno di Opal, 2005 (Artemis Fowl and The Opal Deception, 2004)
5. Artemis Fowl - La colonia perduta, 2007 (Artemis Fowl and The Lost Colony, 2006)
6. Artemis Fowl - La trappola del tempo, 2010 (Artemis Fowl and The Time Paradox, 2008)
7. Artemis Fowl - Il morbo di Atlantide, 2011 (Artemis Fowl and The Atlantis Complex, 2010)
8. Artemis Fowl - L'ultimo guardiano, 2013 (Artemis Fowl and The Last Guardian, 2012)

È stato anche pubblicato uno speciale della serie (in ordine di pubblicazione tra L'inganno di Opal e La colonia perduta, ma i due racconti presenti all'interno corrispondono ai volumi 0.5 e 1.5 della serie) dal titolo:
- Artemis Fowl - La cassaforte segreta, 2005 (The Artemis Fowl Files, 2004)

anche se per capire le vicende della storia non è indispensabile. Questo libro contiene: il codice e l'alfabeto gnomico, interviste ai personaggi e due lunghi racconti inediti dal titolo LEPricog (LEPrecon) e Il settimo nano (Artemis Fowl: The Seventh Dwarf). Questi due racconti inediti erano già stati pubblicati - solo in lingua originale - come storie brevi singole nel 2004; con l'uscita poi di The Artemis Fowl Files (sempre nel 2004), entrambi sono stati inseriti nel "companion book". In Italia, invece, per la prima volta vengono pubblicati ne La cassaforte segreta.
Sono stati inoltre pubblicati, in Italia, le due raccolte Artemis Fowl - L'inizio della leggenda e Artemis Fowl - Il genio del crimine, che contengono rispettivamente Artemis Fowl, L'incidente artico, Il codice eternity e L'inganno di Opal, La colonia perduta, La trappola del tempo. Il genio del crimine contiene anche il racconto LEPricog (edito per la prima volta in Italia nel libro La cassaforte segreta), qui reintitolato Come Spinella Tappo diventò l'agente Spinella Tappo.
Tutti i libri di Artemis Fowl sono pubblicati da Mondadori.

#### Graphic novel
- Artemis Fowl: The Graphic Novel (2007)
- Artemis Fowl and the Arctic Incident - The Graphic Novel (2009)
- Artemis Fowl and the Eternity Code - The Graphic Novel (2013)
- Artemis Fowl and the Opal Deception - The Graphic Novel (2014)

### Fowl Twins
1. Fowl Twins: Il veleno dell'immortalità, 2020 (The Fowl Twins, 2019)
2. Fowl Twins: Il genio scomparso, 2023 (The Fowl Twins: Deny All Charges, 2020)
3. The Fowl Twins: Get What They Deserve, 2021

La serie è sequel di Artemis Fowl e racconta le vicende dei due gemelli minori di Artemis Fowl II.

### T.E.M.P.O.
1. T.E.M.P.O. - L'assassino che veniva dal passato, 2014 (W.A.R.P. Book 1: The Reluctant Assassin, 2013)
2. T.E.M.P.O. - L'uomo che voleva conquistare il futuro, 2015 (W.A.R.P. Book 2: The Hangman's Revolution, 2014)
3. T.E.M.P.O. - L'uomo che visse per sempre, 2017 (W.A.R.P. Book 3: The Forever Man, 2015)

Tutti i libri di T.E.M.P.O. sono pubblicati da Mondadori.

### I predatori blu
- I predatori blu, 2004 (The Supernaturalist, 2004). Ripubblicato nel 2014 con il titolo The Supernaturalist anche in Italia, in edizione tascabile, Mondadori
- The Supernaturalist: The Graphic Novel (2012)

### Daniel McEvoy
1. Una settimana schifosa, 2012 (Plugged, 2011)
2. Screwed, 2013 (inedito in Italia)

Il libro di Daniel McEvoy è pubblicato da Mondadori.

### Benny Shaw
1. Benny e Omar, 2003 (ripubblicato poi nel 2009) (Benny and Omar, 1998)
2. Benny e Babe, 2004 (Benny and Babe, 1999)

Tutti i libri di Benny sono pubblicati da Mondadori.

### Le leggendarie storie
1. La leggendaria storia di Verruca Murphy e del suo terribile sparapatate, 2005 (ripubblicato nel 2008 come La leggendaria storia di Verruca Murphy da Einaudi e poi nel 2019 come Verruca Murphy, la bibliotecaria leggendaria da Mondadori) (The Legend of Spud Murphy, 2004)
2. La maledizione di Capitan Corvo, 2006 (The Legend of Captain Crow's Teeth, 2005)
3. Il peggior bambino del mondo, 2008 (Legend of the Worst Boy in the World, 2007)

Tutti i libri delle Leggendarie storie sono pubblicati da Mondadori.

### O'Brien Flyers
- 1. Going Potty (1999)
- 4. Ed's Funny Feet (2000)
- 7. Ed's Bed (2001)

Colfer ha contribuito con questi tre volumi alla serie di libri per bambini scritti da diversi autori.

### Libri singoli
- La lista dei desideri, 2003 (The Wish List, 2000)
- Alf Moon detective privato, 2006 (Half Moon Investigations, 2006), Mondadori
- Airman. Nato per volare, 2009 (Airman, 2008)
- E un'altra cosa..., 2010 (And Another Thing..., 2009), appartenente alla serie Guida galattica per gli autostoppisti.
- Doctor Who: A Big Hand for the Doctor, 2013
- Fred, l'amico immaginario, 2016 (Imaginary Fred, 2015), scritto con Oliver Jeffers, è un libro per bambini.
- Iron Man: the Gauntlet (2016)
- Fiamme nella palude, 2020 (Highfire, 2020), libro per adulti.

### Graphic novel
- Clandestino, 2017 (Illegal, 2017), con Andrew Donkin, disegni di Giovanni Rigano

### Collaborazioni
- Click, 2007, romanzo collettivo (capitolo 3)
- Dark Alchemy - Storie di magia, 2010 (Dark Alchemy - Magical Tales), una raccolta di storie di vari autori, tra cui Eoin Colfer.

## Adattamenti cinematografici
La Walt Disney Pictures acquistò i diritti del primo romanzo della serie di Artemis Fowl già nel 2001, appena uscito, ma si cominciò a parlare concretamente del progetto solo nel 2013. Poi venne rilasciato che il film avrebbe incluso sia Artemis Fowl che L'incidente artico (primo e secondo libro della serie), ma il progetto non andò ancora in porto, fino al 2 settembre 2015, quando venne annunciato che Kenneth Branagh aveva firmato sia per sviluppare la storia che per diventarne regista. La pellicola era inizialmente prevista per il 9 agosto 2019 negli Stati Uniti e per il 20 settembre in Italia, tuttavia l'8 maggio 2019 la Disney ha rinviato l'uscita nelle sale cinematografiche statunitensi a partire dal 29 maggio 2020 e in quelle italiane dal 27 maggio. Infine invece, a causa della pandemia di COVID-19, il film è stato distribuito su Disney+ il 12 giugno in tutti i Paesi in cui il servizio è disponibile.
La Disney stava lavorando anche ad un adattamento di Airman: il film doveva uscire nel 2015, ma il progetto venne successivamente abbandonato.